# Phasia aenea
Phasia aenea är en tvåvingeart som först beskrevs av Robineau-desvoidy 1863.  Phasia aenea ingår i släktet Phasia och familjen parasitflugor.
Artens utbredningsområde är Frankrike. Inga underarter finns listade i Catalogue of Life.